# Andrzej Zalewski (informatyk)
Andrzej Zbigniew Zalewski (ur. 18 października 1972 w Warszawie) – polski informatyk, doktor habilitowany nauk technicznych, specjalizujący się w inżynierii oprogramowania. Adiunkt na Wydziale Elektroniki i Technik Informacyjnych Politechniki Warszawskiej.
Studia magisterskie z informatyki ukończył w 1996 na Wydziale Elektroniki i Technik Informacyjnych Politechniki Warszawskiej. Stopień doktorski z informatyki na tymże wydziale uzyskał w 2003, pisząc pracę pt. Specyfikacja i projektowanie oprogramowania systemów wbudowanych o ostrych wymaganiach czasowych metodą Transnet, przygotowaną pod kierunkiem Krzysztofa Sachy, natomiast habilitację uzyskał w 2015 na podstawie rozprawy pt. Modelowanie i ocena architektur oprogramowania. Został pracownikiem Instytutu Automatyki i Informatyki Stosowanej PW, a ponadto podjął praktykę biegłego sądowego z dziedziny informatyki. Publikował prace w takich czasopismach, jak „Journal of Systems and Software” czy „Computer Science”. W 2016 został odznaczony Medalem Komisji Edukacji Narodowej.